# إبرهارت الثالث (كونت فورتمبيرغ)
إبرهارت الثالث «الرحيم» (Eberhard III. „der Milde“؛ شتوتغارت، 1364 - غوبنغن، 16 مايو 1417)، حكم بين عامي 1392-1417 كونتاً على فورتمبيرغ، ثم جزءاً من الإمبراطورية الرومانية المقدسة.
ابن أولريش، كونت فورتمبيرغ وإليزابت بافاريا. عـُرف عهده بسياسة تحالفات للحفاظ على السلام مع الإمارات المجاورة والمدن الإمبراطورية. الأمثلة هي تحالفات مع 14 بلدة من شفابن العلوية تم في 27 أغسطس 1395 وتحالف مارباخ سنة 1405. كان الانتصار على مجتمع شليغل نجاحاً عسكرياً مهماً عام 1395 قرب هایمزهایم. أهم اكتساب لإبرهارت للأراضي كانت كونتية فورتمبيرغ مومبلغارد (الآن مونبيليار)، التي حصل عليها من خلال خطبة ابنه الكونت اللاحق إبرهارت الرابع من هنرييت، كونتيسة مومبلغارد، وهي حفيدة ووريثة إتيان مونفوكو، كونت مومبلغارد. حكم إبرهارت الثالث كونتية فورتمبيرغ مومبلغارد حتى 1409، عندما سلمها إلى ابنه إبرهارت الرابع.